# Celastrina morsheadi
Celastrina morsheadi är en fjärilsart som beskrevs av Evans 1915. Celastrina morsheadi ingår i släktet Celastrina och familjen juvelvingar. Inga underarter finns listade i Catalogue of Life.